# Ban Gu

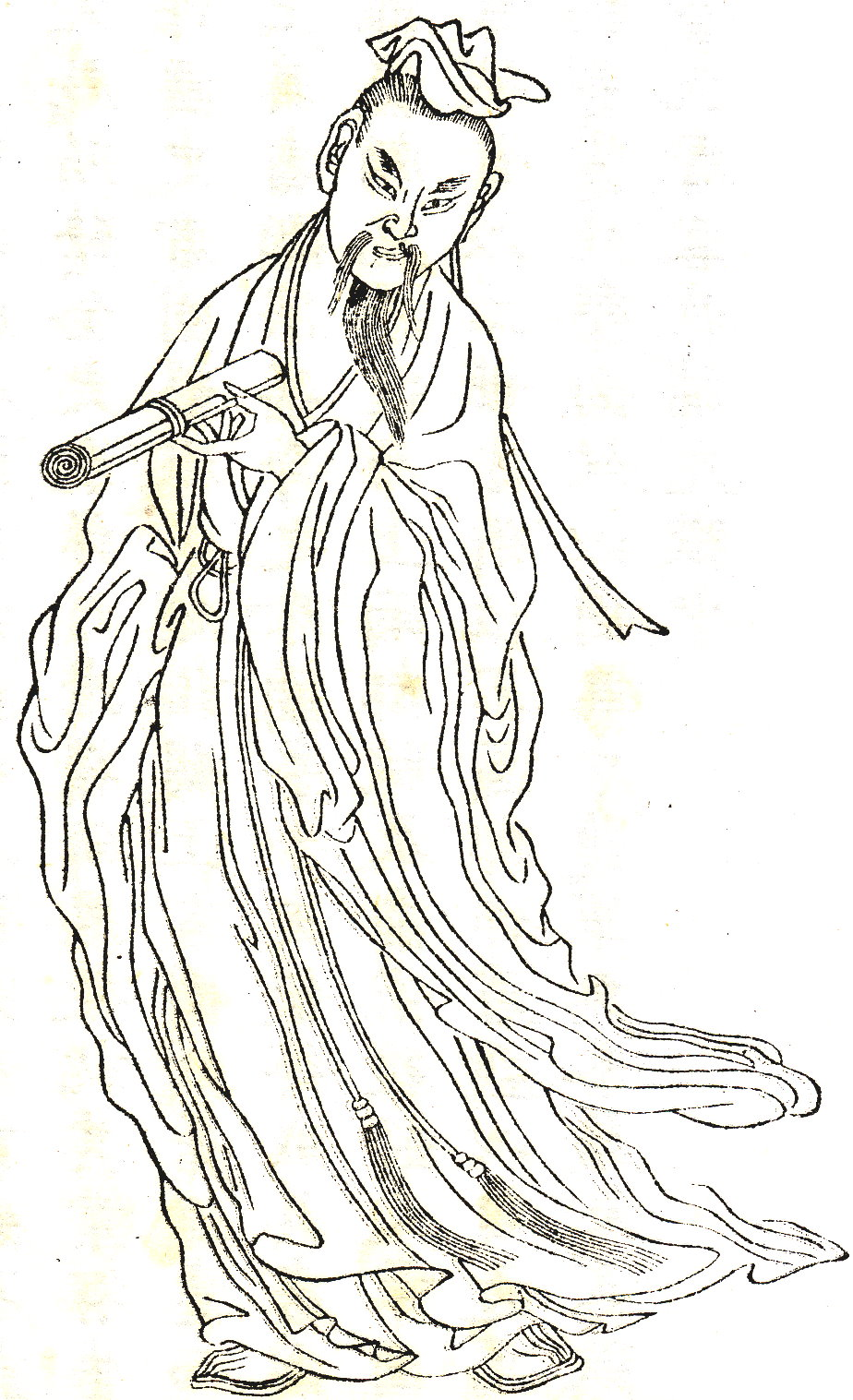
Ban Gu

Ban Gu (chinesisch 班固, Pinyin Bān Gù; * 32 im Kaiserreich China; † 92 in Luoyang, China, hingerichtet) war ein chinesischer Historiker der Han-Dynastie. Er entstammte einer Literatenfamilie. Sein Vater Ban Biao war ein renommierter Geschichtsschreiber, sein Bruder Ban Chao ein berühmter Feldherr. Ban Gu war Berater des Hofbeamten Dou Xian und wurde nach dem Staatsstreich gegen die Dou-Sippe unter Kaiser He hingerichtet.
Ban Gu war der Hauptautor des Han Shu (漢書, der Geschichte der Früheren Han-Dynastie). Das Werk wurde von seinem Vater begonnen, aber auch Ban Gu konnte es wegen seiner Hinrichtung nicht selbst beenden, und so wurde es von seiner Schwester Ban Zhao fortgeführt. Das Han Shu wurde zur Vorlage künftiger Hofchroniken. Das Werk ist in drei Hauptteile gegliedert (nach dem Vorbild der von Sima Qian geschriebenen Shiji, „Historische Aufzeichnungen“):
- Annalen der Herrscher;
- Abhandlungen (über Riten, Musik, Astronomie, Verwaltung, Geographie, Heer, Kanäle, Wirtschaft, Recht usw.);
- Biographien über Personen hauptsächlich aus der Han-Zeit.